# Мостовський район
Мостовський район розташований в південно-східній зоні Краснодарського краю. 
Населення 72,1 тис. осіб.

## Географія
Межує з республікою Адигея- 197,5 км, з Лабінським районом - 40 км, з Карачаєво-Черкесією - 87,5 км, з Республікою  Грузія- 8,5 км, с містом - курортом Сочі - 42,5 кілометрів. 
По території району проходить залізниця, є розвинена мережа автомобільних доріг. 
На території Мостовського району розташована велика частина Кавказького біосферного заповідника.
З географічної точки зору тут альпійський пояс. У районі розташована найвища точка Краснодарського краю - гора Цахвоа (3345 м).

## Історія
Район утворено 2 червня 1924, під назвою Мостовськой. Ликвідовано в 1928, територія району увійшла до складу Лабінського району. Знову утворенний 31 грудня 1934. Восени 1943, до складу Мостовського району було включено частина земель Ставропілля. 7 грудня 1944, район було розукрупнено, з нього було виділено Псебайський район. 22 серпня 1953, Мостовськой район скасовано, територія району поділили між Псебайським і Ярославським районами. 28 квітня 1962, Ярославський і Псебайський райони увійшли до складу Лабінського району.
21 лютого 1975, Президія Верховної Ради РРФСР за рахунок частини території Лабінського району утворило Мостовський район, з центром в робочому селищі Мостовському.
Район славний пам'ятниками археології: тут виявлені найстародавніші на всьому Північному Кавказі рештки неандертальців поблизу станиці Баракаївської, в Монашенських печерах Губської ущелини. Є залишки стародавніх городищ в околицях деяких станиць. У гірському масиві Ятиргварта знайдені петрогліфи - наскельні написи і малюнки, залишені рукою первісної людини (III тисячоліття до Р. Х.)

## Адміністративний поділ
Територія Мостовского району складається з: 
- 2 міських поселень
  - Мостовське міське поселення — центр селище Мостовський
  - Псебайське міське поселення — центр селище Псебай
- 12 сільських поселень
  - Андрюківське сільське поселення — центр станиця Андрюкі
  - Баговське сільське поселення — центр станиця Баговська
  - Беноковське сільське поселення — центр село Беноково
  - Бесленіївське сільське поселення — центр станиця Бесленіївська
  - Губське сільське поселення — центр станиця Губська
  - Костромське сільське поселення — центр станиця Костромська
  - Краснокутське сільське поселення — центр селище Восточний
  - Махошевське сільське поселення — центр станиця Махошевська
  - Переправненське сільське поселення — центр станиця Переправна
  - Унароковське сільське поселення — центр село Унароково
  - Шедоцьке сільське поселення — центр село Шедок
  - Ярославське сільське поселення — центр станиця Ярославська

Загалом на території району розташовано 37 населених пунктів.

## Ресурси Інтернет
- Мостовський район (рос.)